# Cat Music

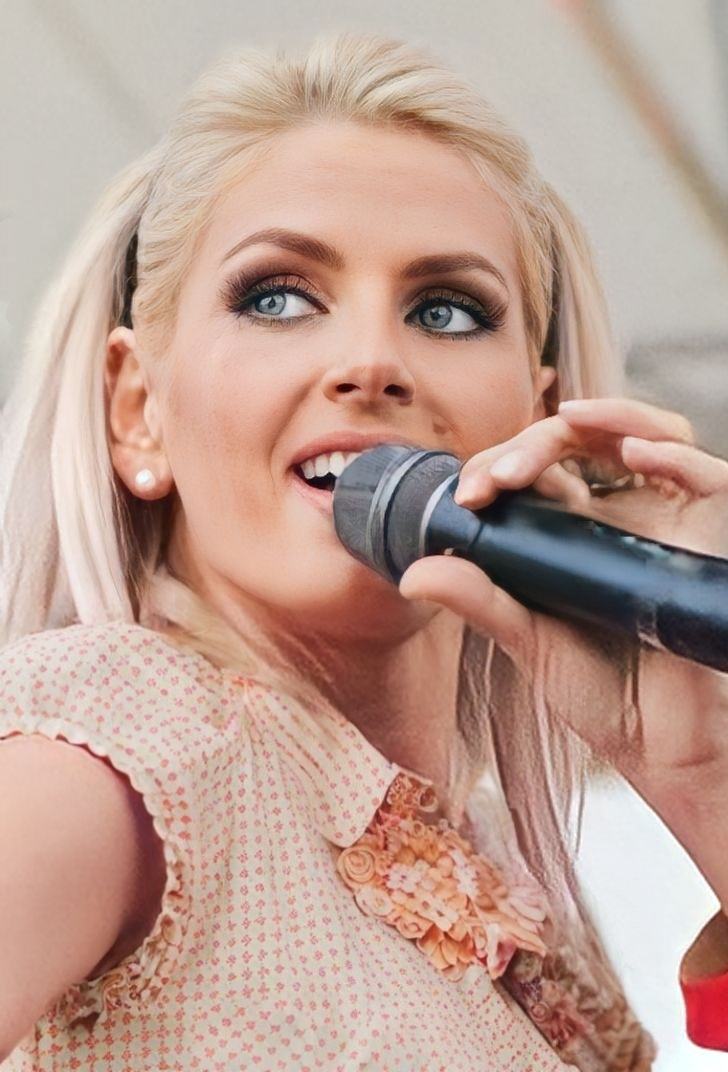
Andreea Bănică

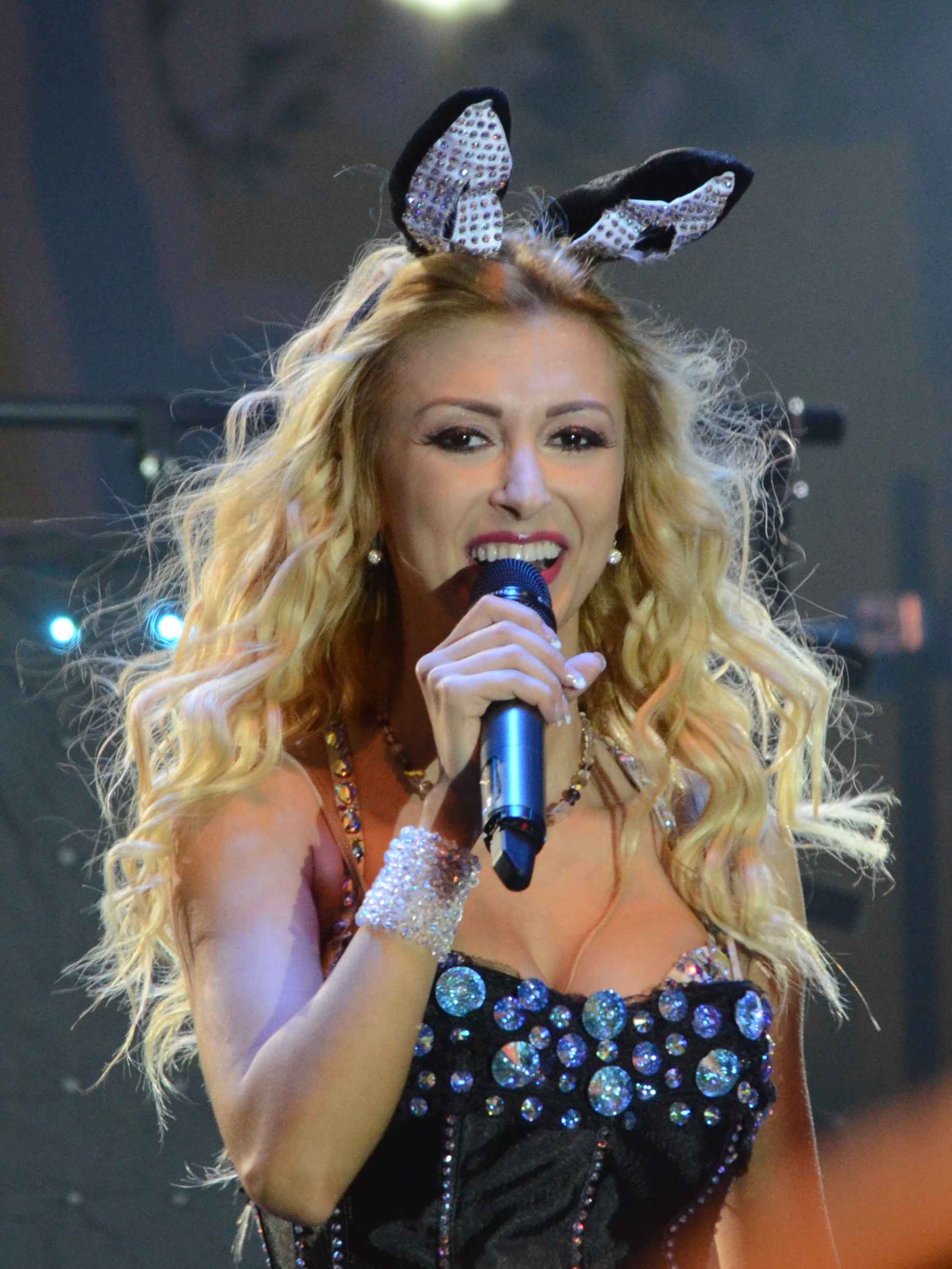
Andreea Bălan

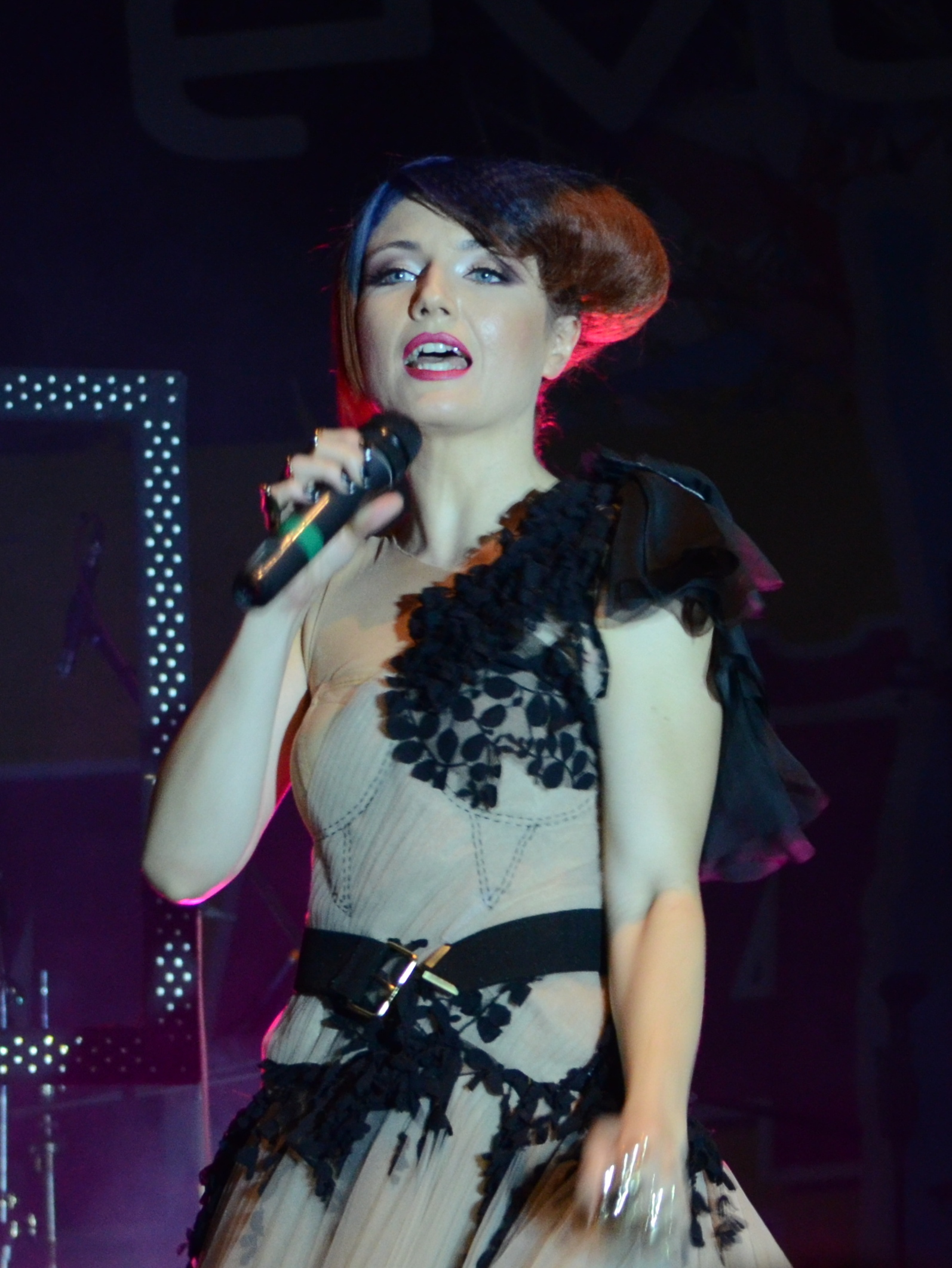
Alexandra Ungureanu

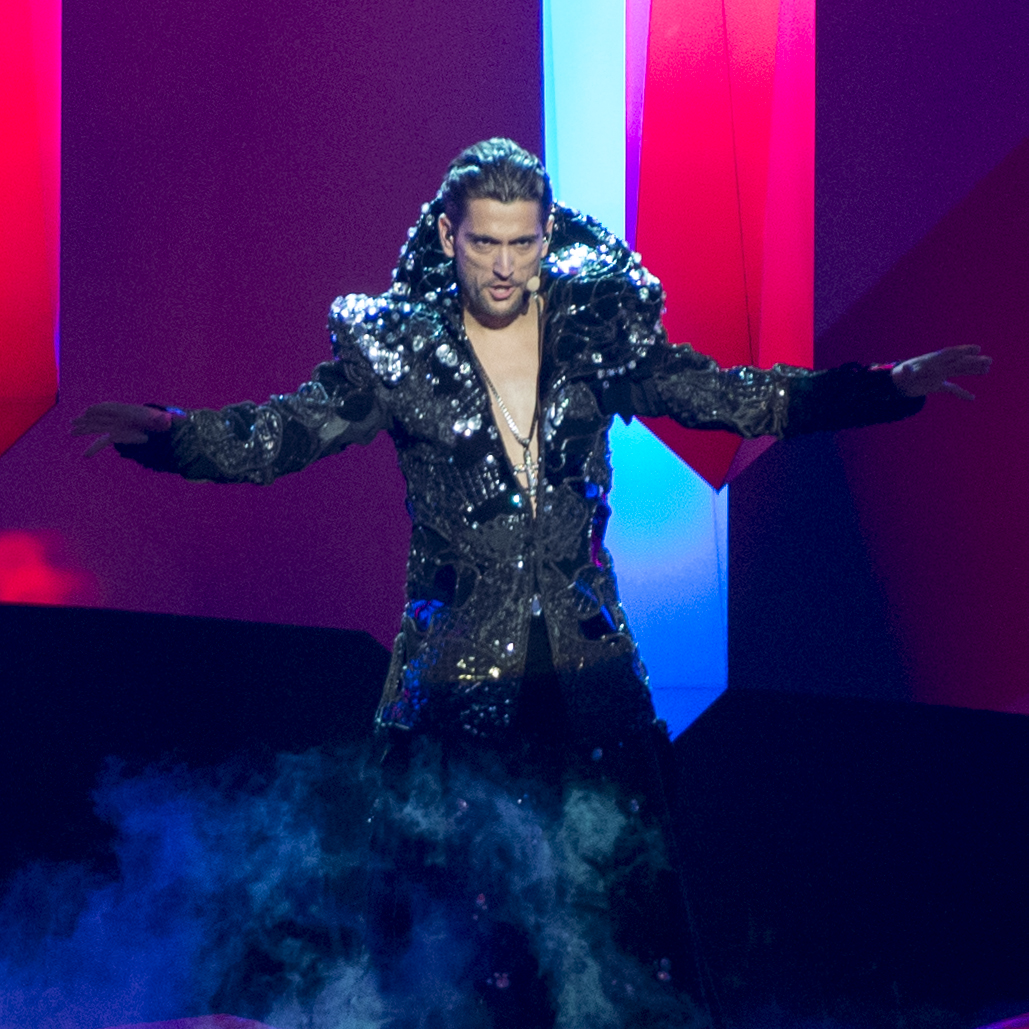
Cezar

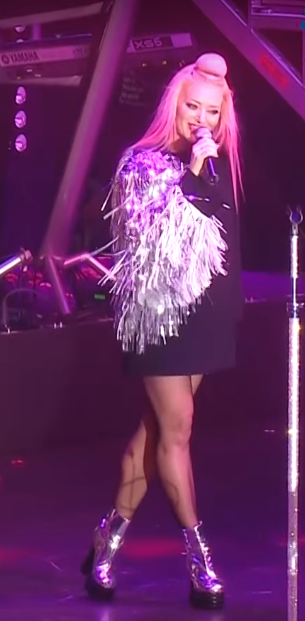
Delia Matache

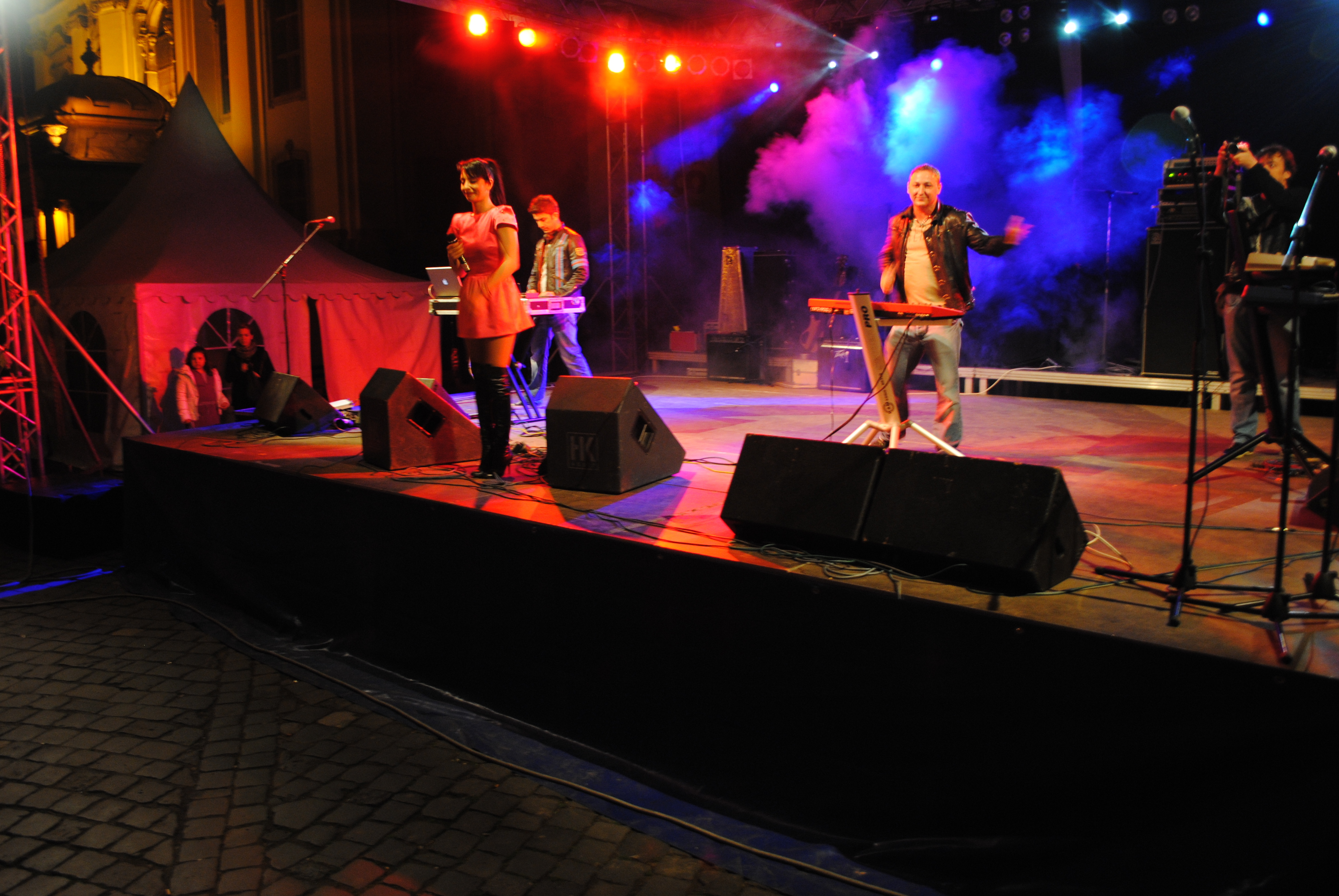
DJ Project

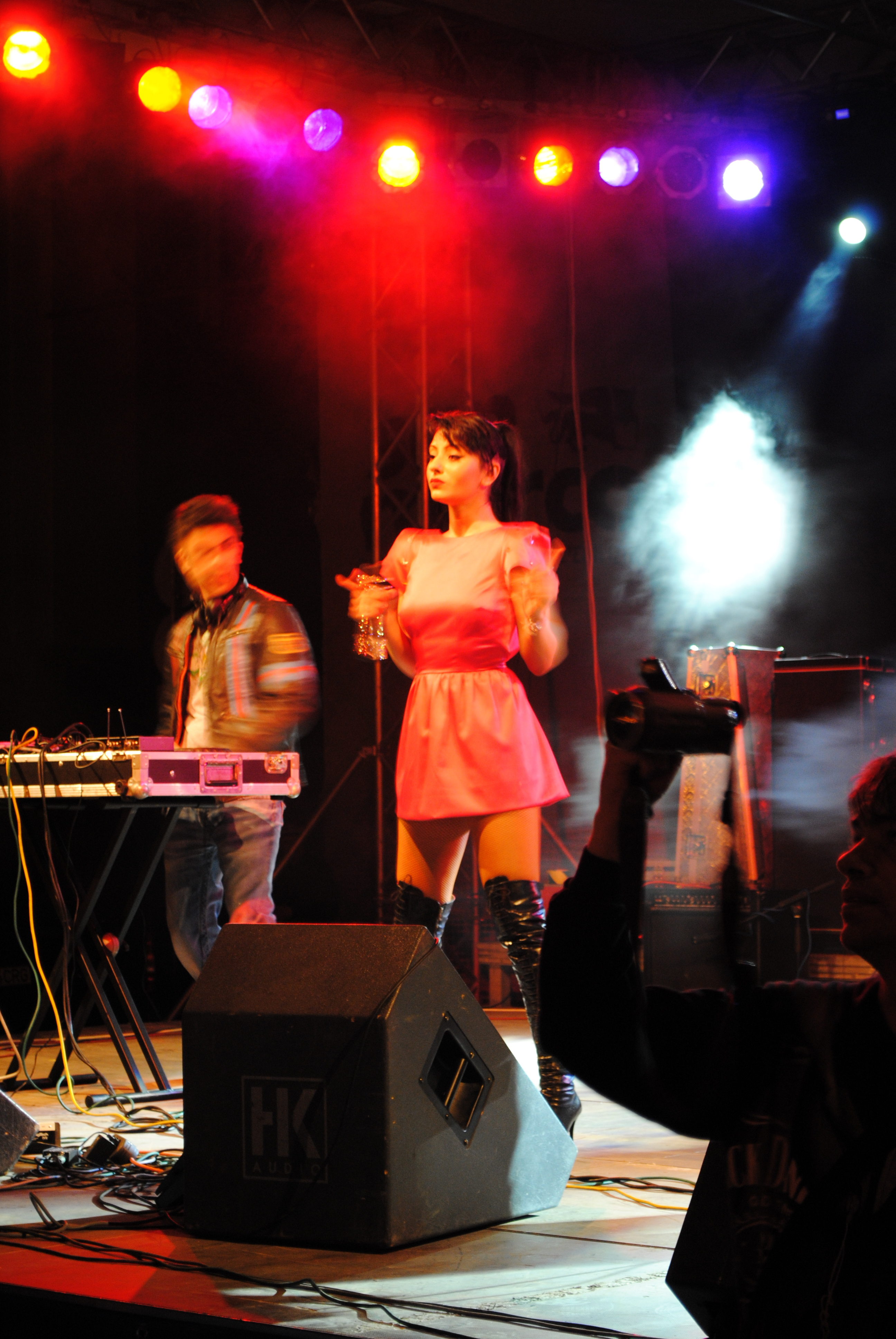
Giulia Anghelescu

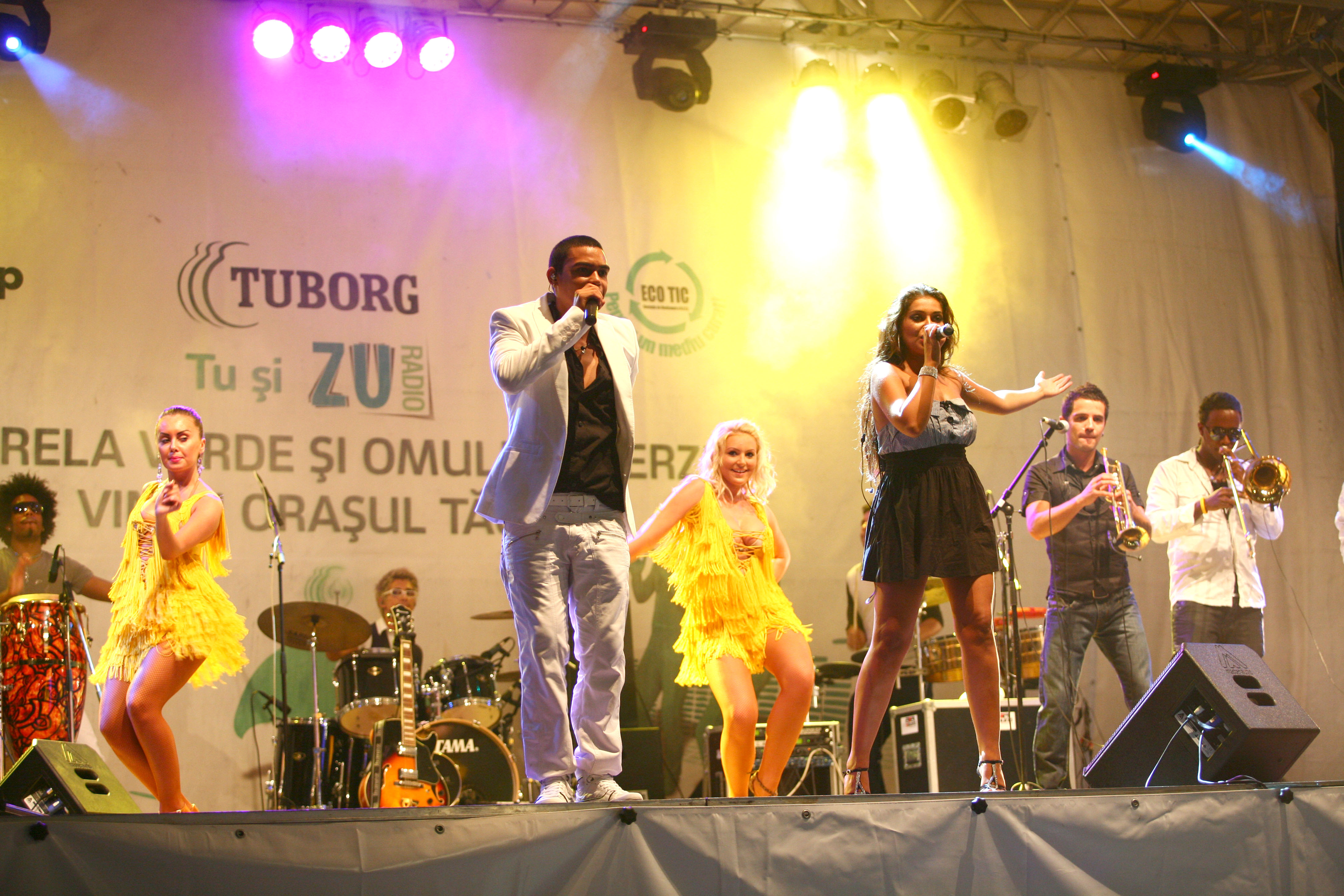
Mandinga

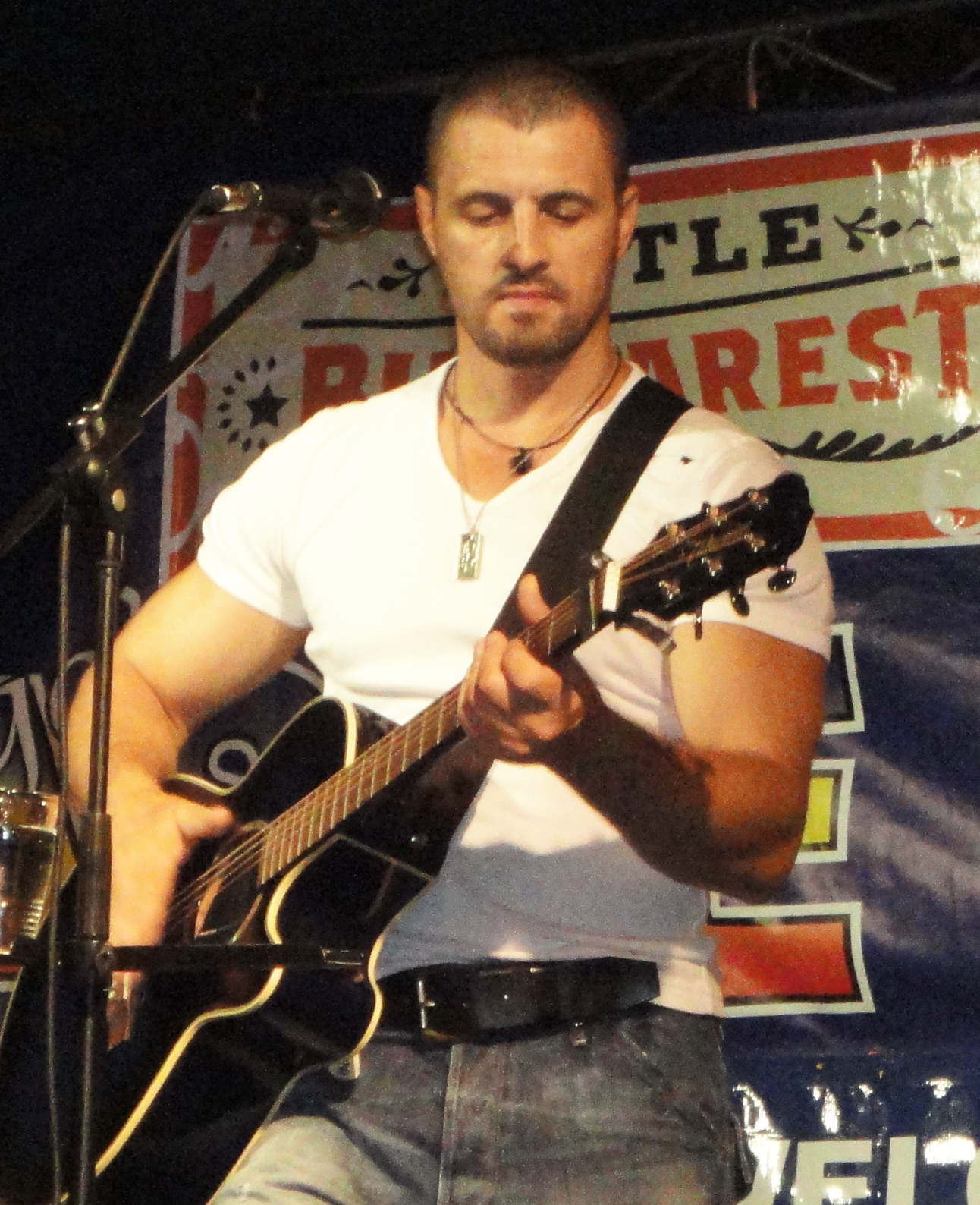
Pavel Stratan

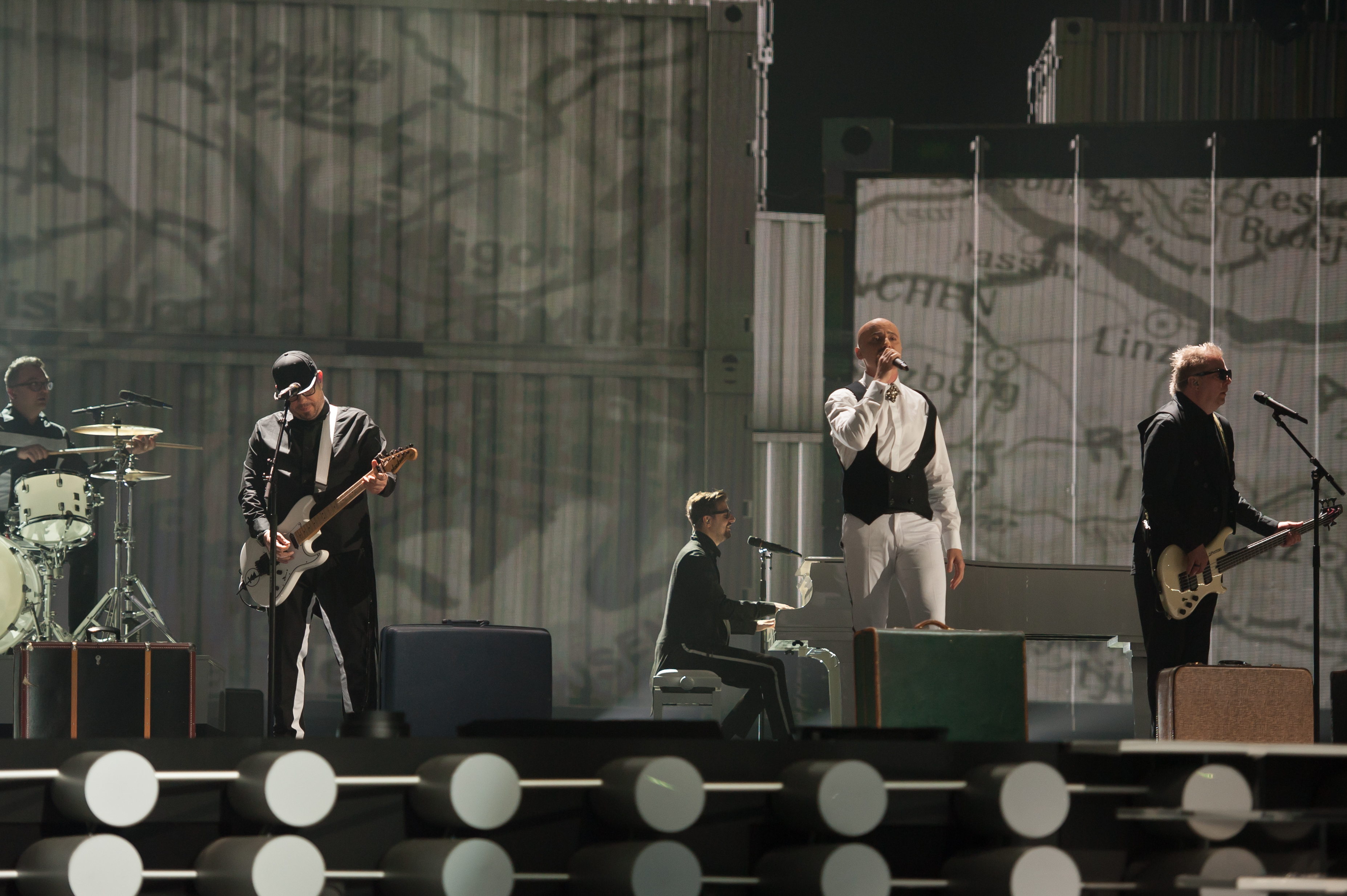
Voltaj

Cat Music ist das größte rumänische Musiklabel.
Es wurde 1991 von Dan Popi gegründet und hat in Rumänien einen Marktanteil von 30 Prozent. International erfolgreiche Künstler von Cat Music waren O-Zone (Dragostea din tei), Cleopatra Stratan (Ghiță) und Edward Maya feat. Vika Jigulina (Stereo Love). Außerdem besitzt Cat Music die Lizenzen von Sony und EMI für Rumänien.
Folgende Künstler stehen bei Cat Music unter Vertrag:
#
- 3rei Sud Est

A
- Andra
- ADDA
- Adi Cristescu
- Adrian Eftimie
- Alb Negru
- Alex Cery
- Alex Mica
- Alexandra Ungureanu
- Alessio Paddeu
- Anastasia
- Anca Badiu
- Anca Florescu
- Andrada Popa
- Andreea Bănică
- Andreea Bălan
- Anna Lesko

B
- Bere Gratis
- Bianca Linta
- B.U.G. Mafia

C
- Cabron
- Cezar
- Claudia Pavel
- CRBL
- Cristina Rus
- Cristina Vasiu

D
- David Deejay
- Delia Matache
- Direcția 5
- DJ Project
- DJ Sava
- Doddy
- Dony
- DYA

E
- Ecaterine
- Edward Maya
- Ela Rose
- Elena Gheorghe
- Emmah Toris

F
- Faydee

G
- GEØRGE
- Gipsy Casual
- Giulia Anghelescu
- Glance

H
- Heaven
- Hi-Q

I
- il-egal
- Iris

J
- Jo
- Jukebox

L
- La Familia
- Laurențiu Duță
- Lavinia Pârva
- Lidia Buble
- Like Chocolate
- Liviu Hodor

M
- M&G
- Mahsat
- Mamasita
- Mandinga
- Mario Fresh
- Mihai Mărgineanu
- Mike Angello
- Mira
- Miss Mary
- MOJO
- Moogly
- Mossano
- Mona

N
- Nadir
- Narcotic Sound & Christian D
- Nick Kamarera & Alinka
- Nosfe

O
- Oana Radu

P
- Paraziții
- Pavel Stratan
- Proconsul
- Publika

R
- Red Lyard
- Robert Toma
- Ruby

S
- Shift, bürgerlich: Gabriel Mihai Istrate
- Smiley
- Sophia
- Șuie Paparude
- Sunrise Inc.

T
- Tamy
- The dAdA
- Theodora
- Tudor Sișu
- Tudor Turcu

V
- Voltaj
- Voxis

W
- What’s UP

Y
- YSSA